# Compagnia Edizioni Internazionali Artistiche Distribuzione
La Compagnia Edizioni Internazionali Artistiche Distribuzione, comunemente abbreviata in C.E.I.A.D., è stata una ditta di distribuzione cinematografica italiana fondata nel 1939 e cessata nel 1985.
Strettamente legata alla succursale italiana della Columbia Pictures – la Columbia Pictures Italia, che in seguito assunse la denominazione di Columbia TriStar Films Italia e divenne infine la Sony Pictures Entertainment Italia – si occupò della distribuzione dei film statunitensi della casa hollywoodiana, sotto la succursale italiana, e inoltre distribuì per conto proprio anche una sessantina di pellicole di produzione italiana distaccandosi dalla casa madre.
L'azienda cessò l'attività di distribuzione nel 1985.

## Filmografia parziale
- La fornarina, regia di Enrico Guazzoni (1944)
- Preludio d'amore, regia di Giovanni Paolucci (1946)
- La terra trema, regia di Luchino Visconti (1948)
- Contro la legge, regia di Flavio Calzavara (1950)
- Cento piccole mamme, regia di Giulio Morelli (1952)
- Suor Letizia - Il più grande amore, regia di Mario Camerini (1956)
- Saffo, venere di Lesbo, regia di Pietro Francisci (1960)
- Vanina Vanini, regia di Roberto Rossellini (1961)
- La verità, regia di Henri-Georges Clouzot (1961)
- Senilità, regia di Mauro Bolognini (1962)
- La steppa, regia di Alberto Lattuada (1962)
- 90 notti in giro per il mondo, regia di Mino Loy (1963)
- Oro per i Cesari, regia di Sabatino Ciuffini (1963)
- Le città proibite, regia di Giuseppe Maria Scotese (1963)
- Le ragazze di buona famiglia, regia di Pierre Montazel (1963)
- Le bambole, regia di Luigi Comencini, Dino Risi, Mauro Bolognini, Franco Rossi (1964)
- Una vergine per il principe, regia di Pasquale Festa Campanile (1965)
- La congiuntura, regia di Ettore Scola (1965)
- Roma bene, regia di Carlo Lizzani (1971)
- Bianco, rosso e..., regia di Alberto Lattuada (1971)
- Io non vedo, tu non parli, lui non sente, regia di Mario Camerini (1971)
- Boccaccio, regia di Bruno Corbucci (1972)
- Girolimoni, il mostro di Roma, regia di Damiano Damiani (1972)
- Anastasia mio fratello, regia di Stefano Vanzina (1973)
- Nati con la camicia, regia di E. B. Clucher (1983)
- Sing Sing, regia di Sergio Corbucci (1983)
- Delitto in Formula Uno, regia di Bruno Corbucci (1984)
- Se tutto va bene siamo rovinati, regia di Sergio Martino (1984)
- Sotto... sotto... strapazzato da anomala passione, regia di Lina Wertmüller (1984)
- Non c'è due senza quattro, regia di E. B. Clucher (1984)
- A me mi piace, regia di Enrico Montesano (1985)
- Matrimonio con vizietto (La cage aux folles III), regia di Georges Lautner (1985)
- Colpo di fulmine, regia di Marco Risi (1985)
- Steaming - Al bagno turco (Steaming), regia di Joseph Losey (1985)
- I pompieri, regia di Neri Parenti (1985)
- Il tenente dei carabinieri, regia di Maurizio Ponzi (1985)
- Tutta colpa del paradiso, regia di Francesco Nuti (1985)